# Руднев, Даниил Владимирович
Даниил Владимирович Руднев (11 декабря 1769 — 11 августа 1831) — контр-адмирал, командир 3-й и 1-й флотских бригад.
Родился 11 декабря 1769 года. 6 августа 1786 года поступил в Морской кадетский корпус и 28 сентября 1788 года был произведён в унтер-офицеры.
В 1789 году участвовал в Эландском сражении со шведами, а в следующем году — в Красногорском и Выборгском сражениях. В том же году, 25 декабря, Руднев был произведён в мичманы, а в 1791 году командирован в Архангельск, откуда на следующий год сделал переход в Кронштадт.
11 марта 1793 года он был произведён в лейтенанты и с 1793 по 1797 год ежегодно плавал в Финском заливе, а с августа 1797 года командовал транспортным судном «Грибсвальд» на Кронштадтском рейде. Затем он был командирован в Тульскую губернию, за рекрутами, и «за хороший привод рекрута» 24 февраля 1798 года был произведён в капитан-лейтенанты. Командированный затем в том же году в Архангельск, Руднев перешёл оттуда на корабле «Ярослав», в эскадре вице-адмирала Баратынского, к берегам Голландии, а оттуда в Кронштадт с десантными войсками.
С 1801 года Руднев начал командовать отдельными судами и продолжал свои почти ежегодные плавания. В 1806 году Руднев командовал брандвахтенным фрегатом «Нарва» в Ревельском порту. В 1808 году он был произведён в капитаны 2-го ранга и в том же году крейсировал в Финском заливе на 74-пуш. корабле «Всеволод». Уходя однажды от преследования английского флота, Руднев сел у Пакерорта на мель и был взят двумя английскими кораблями «Центавр» (англ. HMS Centaur) и «Неумолимый» (англ. HMS Implacable) под командованием капитана Т. Б. Мартина на абордаж.
В 1810 году Руднев был произведён в капитаны 1-го ранга и в следующем году командовал обороной Кронштадтской цитадели. 26 ноября 1810 года за проведение 18 морских полугодовых кампаний Руднев был награждён орденом св. Георгия 4-го класса (№ 2216 по кавалерскому списку Григоровича — Степанова).
После командировки в Архангельск в 1812 году, откуда в 1813 году он привёл корабль «Гамбург» в Ревель, и в следующем году — в Кронштадт, Руднев в течение 1815 и 1816 годов командовал 26-м корабельным экипажем в Кронштадте, в 1817 году на корабле «Не тронь меня» плавал в Кале, откуда с десантными войсками вернулся в Кронштадт, и затем крейсировал с флотом у Красной Горки. Затем год Руднев командовал 14-м флотским экипажем в Кронштадте, в 1819 году был снова командирован в Архангельск, где, при посещении флота императором Александром I, был награждён бриллиантовым перстнем.
После возвращения на корабле «Трёх Святителей» в 1820 году в Кронштадт, Руднев с 1821 года по 1826 год командовал 74-пуш. кораблем «Фершампенуаз» и 5-м флотским экипажем и в 1824 году был произведён в капитан-командоры. В 1826 году он командовал отрядом гвардейских парусных судов в Невской губе и за манёвры этого отряда получал троекратно монаршее благоволение; в том же году 6 декабря Руднев был произведён в контр-адмиралы. С 1827 года по 1830 год он командовал сначала 1-й бригадой 1-й флотской дивизии, затем 3-й и наконец 1-й флотскими бригадами.
Среди прочих наград Руднев имел орден св. Владимира 4-й степени и знак отличия беспорочной службы «XXXV лет».
Скончался Руднев 11 августа 1831 года в Кронштадте.